# Final da Copa das Confederações FIFA de 2013
A final da Copa das Confederações FIFA de 2013 foi um jogo de futebol que determinou o campeão da competição. O jogo entre a Seleção Brasileira e a Seleção Espanhola aconteceu no Estádio do Maracanã no Rio de Janeiro, Brasil, no dia 30 de junho. Foi a primeira vez que a Espanha participou de uma final de Copa das Confederações. Já o Brasil participou da quinta final e terceira consecutiva.
O Brasil derrotou a Espanha por 3–0 e conquistou seu quarto título da competição, sendo o terceiro consecutivo, após vencer as edições de 1997, 2005 e 2009. Esta foi a primeira derrota da Espanha desde 10 de agosto de 2011, quando havia perdido para a Itália num amistoso. Em jogos oficiais, o último revés havia sido na estreia da Copa do Mundo de 2010, uma derrota para a Suíça por 1–0. A expulsão de Gerard Piqué aos 68 minutos foi a primeira de um jogador da Seleção Espanhola após 91 jogos (desde Xabi Alonso em setembro de 2007).

## Caminho até a final
| Pos. | Seleção | Pts | J | V | E | D | GP | GC | SG |
| ---- | ------- | --- | - | - | - | - | -- | -- | -- |
| 1    | Brasil  | 9   | 3 | 3 | 0 | 0 | 9  | 2  | +7 |
| 2    | Itália  | 6   | 3 | 2 | 0 | 1 | 8  | 8  | 0  |
| 3    | México  | 3   | 3 | 1 | 0 | 2 | 3  | 5  | –2 |
| 4    | Japão   | 0   | 3 | 0 | 0 | 3 | 4  | 9  | –5 |

| Pos. | Seleção | Pts | J | V | E | D | GP | GC | SG  |
| ---- | ------- | --- | - | - | - | - | -- | -- | --- |
| 1    | Espanha | 9   | 3 | 3 | 0 | 0 | 15 | 1  | +14 |
| 2    | Uruguai | 6   | 3 | 2 | 0 | 1 | 11 | 3  | +8  |
| 3    | Nigéria | 3   | 3 | 1 | 0 | 2 | 7  | 6  | +1  |
| 4    | Taiti   | 0   | 3 | 0 | 0 | 3 | 1  | 24 | –23 |

## Partida
| 30 de junho | Brasil                    | 3 – 0     | Espanha | Maracanã, Rio de Janeiro                   |
| 19:00       | Fred 2', 47' · Neymar 44' | Relatório |         | Público: 73 531 Árbitro: NED Björn Kuipers |

| Brasil | Espanha |

| G                   | 12 | Júlio César  |
| LD                  | 2  | Daniel Alves |
| Z                   | 3  | Thiago Silva |
| Z                   | 4  | David Luiz   |
| LE                  | 6  | Marcelo      |
| V                   | 18 | Paulinho 88' |
| V                   | 17 | Luiz Gustavo |
| M                   | 11 | Oscar        |
| A                   | 19 | Hulk 73'     |
| A                   | 10 | Neymar       |
| A                   | 9  | Fred 80'     |
| Substituições:      |    |              |
| M                   | 23 | Jadson 73'   |
| A                   | 21 | Jô 80'       |
| V                   | 8  | Hernanes 88' |
| Treinador:          |    |              |
| Luiz Felipe Scolari |    |              |

| G                  | 1  | Iker Casillas            |
| LD                 | 17 | Álvaro Arbeloa 14' 45+1' |
| Z                  | 15 | Sergio Ramos 27'         |
| Z                  | 3  | Gerard Piqué 68'         |
| LE                 | 18 | Jordi Alba               |
| V                  | 16 | Sergio Busquets          |
| M                  | 8  | Xavi                     |
| M                  | 6  | Andrés Iniesta           |
| A                  | 11 | Pedro Rodríguez          |
| A                  | 13 | Juan Mata 52'            |
| A                  | 9  | Fernando Torres 59'      |
| Substituições:     |    |                          |
| Z                  | 5  | César Azpilicueta 45+1'  |
| M                  | 22 | Jesús Navas 52'          |
| A                  | 7  | David Villa 59'          |
| Treinador:         |    |                          |
| Vicente del Bosque |    |                          |

| Melhor em campo: Neymar Bandeirinhas: Sander van Roekel Erwin Zeinstra Quarto árbitro: Felix Brych Quinto árbitro: Mark Borsch |

## Estatísticas
| Brasil | Critérios                              | Espanha |
| ------ | -------------------------------------- | ------- |
| 3      | Gols                                   | 0       |
| 47%    | Posse de bola                          | 53%     |
| 25 min | Tempo de bola em jogo                  | 28 min  |
| 23     | Desarmes certos                        | 20      |
| 12     | Desarmes errados                       | 5       |
| 1      | Escanteios                             | 8       |
| 26     | Faltas cometidas                       | 16      |
| 8      | Finalizações certas                    | 7       |
| 6      | Finalizações erradas                   | 8       |
| 2      | Cobranças de falta certas              | 1       |
| 0/0    | Cobranças de pênalti (gols/tentativas) | 0/1     |
| 2      | Impedimentos                           | 0       |
| 0      | Cartões amarelos                       | 2       |
| 0      | Cartões vermelhos                      | 1       |
| 331    | Passes certos                          | 448     |
| 27     | Passes errados                         | 31      |
| 26     | Lançamentos certos                     | 18      |
| 20     | Lançamentos errados                    | 15      |
| 9      | Viradas de jogo certas                 | 10      |
| 0      | Viradas de jogo erradas                | 1       |
| 29     | Passes errados                         | 35      |
| 12     | Dribles certos                         | 14      |
| 8      | Dribles errados                        | 4       |